# Могила Семен Андрійович
Семен Андрійович Могила (нар. 17 квітня 1897, Глодоси — 23 березня 1924, Харків) — український розвідник та підпільник, старшина Армії УНР.

## Життєпис
Народився 17 квітня 1897 року у селі Глодоси Херсонської губернії. До 1917 року Семен працював реєстратором у сільському управлінні в містечку Рівному Єлисаветградського повіту Херсонської губернії. 
З початком організації Центральної Ради та появою перших національних військових формувань, поїхав до Києва і вступив на навчання до 1-ї Української військової школи імені Богдана Хмельницького. За зразкову поведінку та успіхи в навчанні невдовзі став бунчужним свого курсу. Коли наприкінці 1917 року школа виступила на оборону державного кордону УНР в районі станції Доч на Чернігівщині проти російсько-більшовицьких військ, Могила вже командував юнацькою чотою.
Напередодні легендарного бою під Крутами очолював розвідку, яка паротягом вирушила в напрямку більшовицьких військ і захопила кількох полонених. Під час відступу з поля бою під Крутами забезпечив евакуацію всіх поранених юнаків своєї сотні.
Навесні 1918 року Семена Могилу призначили скарбничим військового коменданта міста Липовець на Вінниччині. Наприкінці того року він повернувся до села Рівного на Херсонщині, де сформував власну партизанську групу, яка активно боролася проти радянської влади, винищуючи продовольчі загони.
У 1920 році складі Куреня Низових Запорожців 1-ї Запорізької дивізії брав участь у Першому Зимовому поході. У 1920-1921 роках служив у 17-му легко-гарматному курені 6-ї Січової дивізії.
Від 15 травня 1921 року розвідник працював у Повстансько-партизанському штабі УНР. Влітку він був відряджений штабом на Херсонщину організувати антирадянське повстання, але органам НК вдалося ліквідувати українське підпілля. Відтак Семен намагався сформувати новий партизанський загін, а коли цього зробити не вдалося, переховувався по обійстях жителів у рідних Глодосах.
У травні 1922 року повернувся до Польщі, де після звіту в Генеральному штабі Армії УНР, отримав відпочинок, який провів у Сарнах, де мешкав його брат Михайло Михайлик. За наказом Генштабу у ніч із 27 на 28 жовтня 1922 року розвідник спробував перетнути кордон, але натрапив на прикордонників із радянського боку, був поранений в перестрілці у ногу й повернувся.
2 січня 1923 року був заарештований радянськими прикордонниками при перетині кордону в селі Судилків під Ізяславом. Семен довго опирався й не говорив зі слідчими, але 11 січня все ж сказав, що є українським розвідником, назвав своє справжнє ім'я та звання.
У середині лютого 1923 року його привезли до Харкова, де з ним кілька разів особисто зустрічався заступник голови ДПУ УСРР Всеволод Балицький, який вмовляв перейти на бік радянської влади. 24 серпня 1923 року справу передали на розгляд надзвичайної сесії Харківського губернського суду, яка засудила його до страти.
Розстріляли в Харкові у ніч із 22 на 23 березня 1924 року.